# Megumi Takase
Megumi Takase (高瀬 愛実, Takase Magumi, Kitami, 10 november 1990) is een Japans voetbalster die als aanvaller speelt bij INAC Kobe Leonessa.

## Carrière

### Clubcarrière
Takase begon haar carrière in 2009 bij INAC Kobe Leonessa. Met deze club werd zij in 2011, 2012 en 2013 kampioen van Japan. In 2012 werd zij uitgeroepen tot speler van het jaar.

### Interlandcarrière
Takase maakte op 15 januari 2010 haar debuut in het Japans vrouwenvoetbalelftal tijdens een wedstrijd tegen Chili.
Zij nam met het Japans elftal onder 20 deel aan het WK onder 20 in 2010.
Zij nam met het Japans elftal deel aan de wereldkampioenschappen vrouwenvoetbal in 2011 en zij speelde de wedstrijd tegen Zweden. Japan behaalde goud op de wereldkampioenschappen. Zij nam met het Japans elftal deel aan de Olympische Zomerspelen in 2012. Zij speelde twee wedstrijden tegen Zuid-Afrika en Brazilië. Japan behaalde zilver op de wereldkampioenschappen. Ze heeft 61 interlands voor het Japanse vrouwenelftal gespeeld en scoorde daarin 9 keer.

## Statistieken
| Japans vrouwenvoetbalelftal | Japans vrouwenvoetbalelftal | Japans vrouwenvoetbalelftal |
| Jaar                        | Wed.                        | Dlp.                        |
| --------------------------- | --------------------------- | --------------------------- |
| 2010                        | 12                          | 4                           |
| 2011                        | 7                           | 0                           |
| 2012                        | 10                          | 1                           |
| 2013                        | 6                           | 0                           |
| 2014                        | 17                          | 4                           |
| 2015                        | 6                           | 0                           |
| 2016                        | 3                           | 0                           |
| Totaal                      | 61                          | 9                           |